# Symplecta (Symplecta) macroptera
Symplecta (Symplecta) macroptera is een tweevleugelige uit de familie steltmuggen (Limoniidae). De soort komt voor in het Neotropisch gebied.